# Mölltal Straße
Die Mölltal Straße (B 106) ist eine Landesstraße in Österreich und zweigt von der Drautal Straße (B 100) bei Möllbrücke ab und führt über Obervellach nach Winklern. Sie beginnt bei einer Höhe von etwa 550 m ü. A. und mündet am Ende in Winklern auf einer Höhe ca. 900 m ü. A. in die Großglockner Straße ein.
Die Linienführung entspricht modernen Erfordernissen, denn es wurden beim Bau der Straße Trassierungselemente nach immer noch geltenden Gesichtspunkten eingesetzt. Lediglich Zufahrten und Einbindungen wurden – aus heutiger Sicht – unzureichend gestaltet. Eine Ursache dafür wird wohl im geringen Verkehrsaufkommen der Nachkriegszeit zu suchen sein. Die Größe der Baustelle sowie die moderne Planung waren Gründe, dass damals das Mölltal Exkursionsziel für Hochschulen aus ganz Europa war. Der Bau der Straße begann 1951.
Die 20 cm dicke Betondecke der 7,50 m breiten Fahrbahn wurde lediglich auf einer dünnen Sandausgleichsschicht gelagert. Der Einbau erfolgte mit einem schienengebundenen Fertiger. Vor dem Betonieren wurde als Trennschicht Papier, welches in großen Rollen angeliefert wurde, aufgelegt. Die Querfugen in Abständen von 8 bis 10 m wurden verdübelt. Die Dübel waren nicht mit Kunststoff beschichtet, sondern lediglich in Bitumenemulsion getaucht. Jede dritte Fuge wurde als Raumfuge ausgebildet. Die Längsfuge verankerte man in üblicher Weise. Alle Fugen wurden vergossen. 1956 wurde die gesamte Strecke dem Verkehr übergeben.
Die Straße wird durch das Land Kärnten in Stand gehalten.

## Verkehrsbelastung
Im Jahr 2000 wies der erste Teil der Strecke zwischen Möllbrücke und Obervellach einen durchschnittlichen täglichen Verkehr (DTV) von 6136 Fahrzeugen mit einem LKW-Anteil von 4,5 Prozent auf. Zwischen Obervellach und Winklern waren es 3325 Fahrzeuge mit einem LKW-Anteil von 5,7 Prozent. Im Jahre 1989 ergab die Zählung DTV-Werte für die beiden Teilstrecken von 3900 beziehungsweise 2200 Fahrzeugen mit einem interessanterweise höheren LKW-Anteil von jeweils 9,0 Prozent.

## Galerie

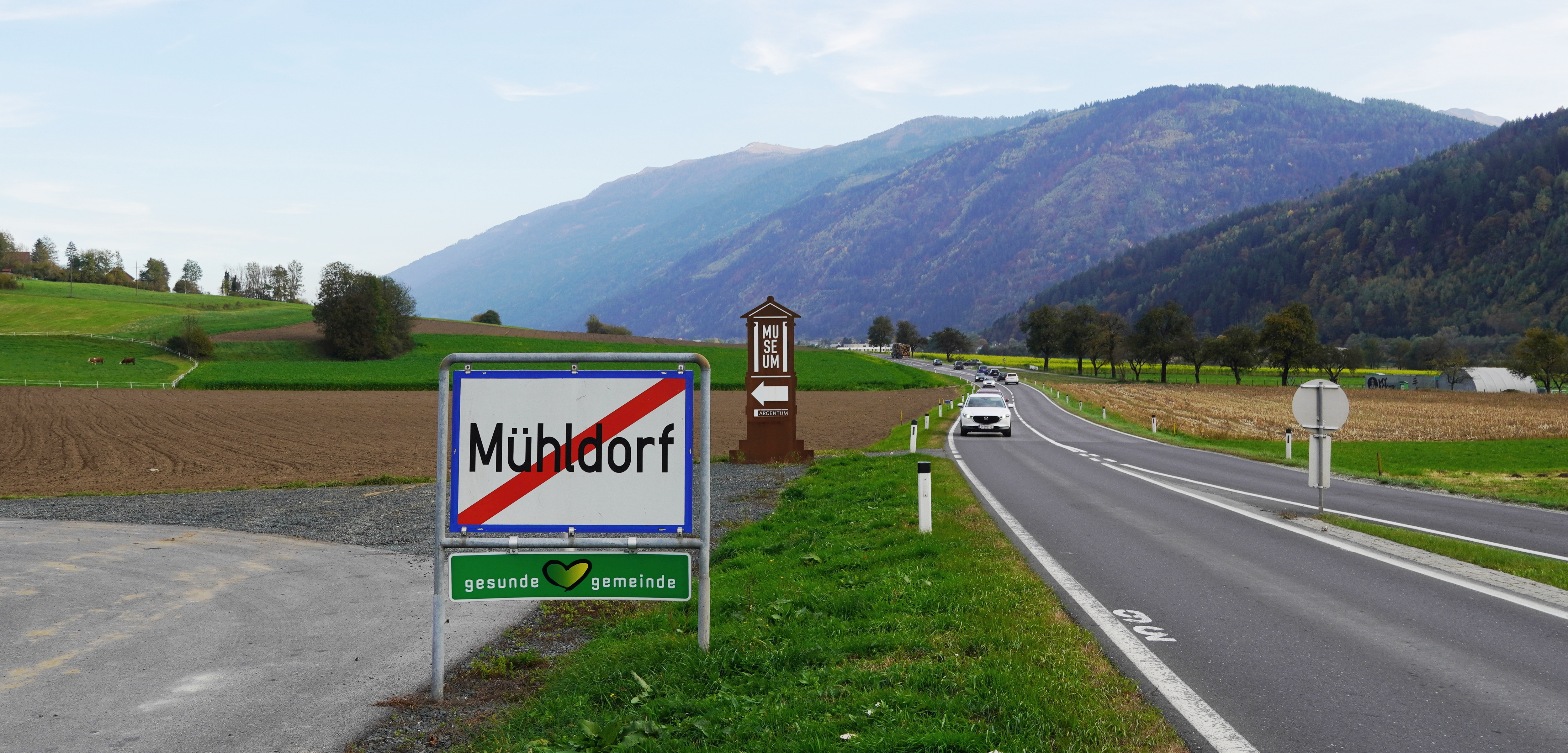
Mühldorf an der B106 Mölltaler Straße Richtung NW Lurnfeld
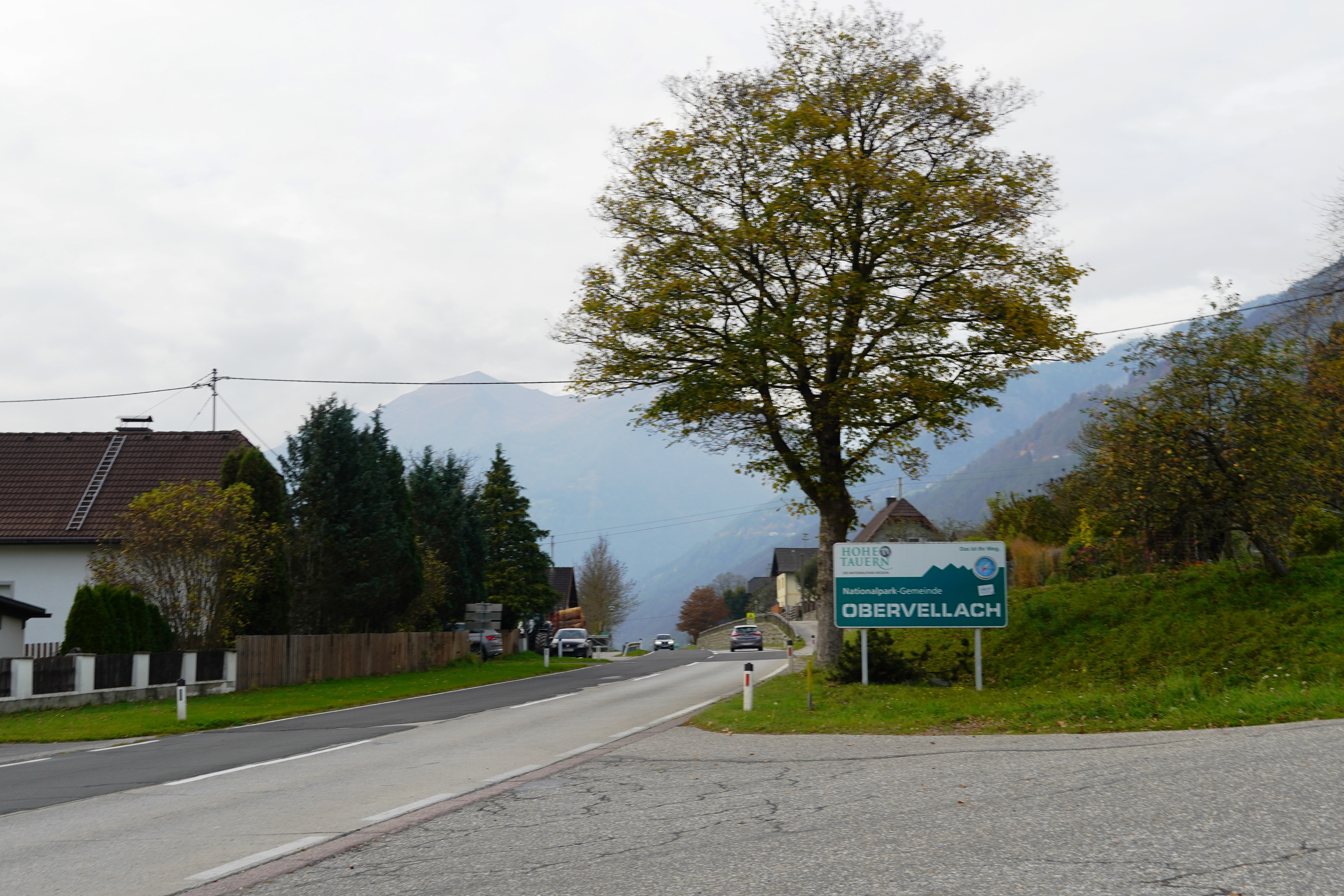
Ortseinfahrt Obervellach von Penk kommend
- Kamerafahrt auf der Mölltal Straße zwischen Obervellach und Penk
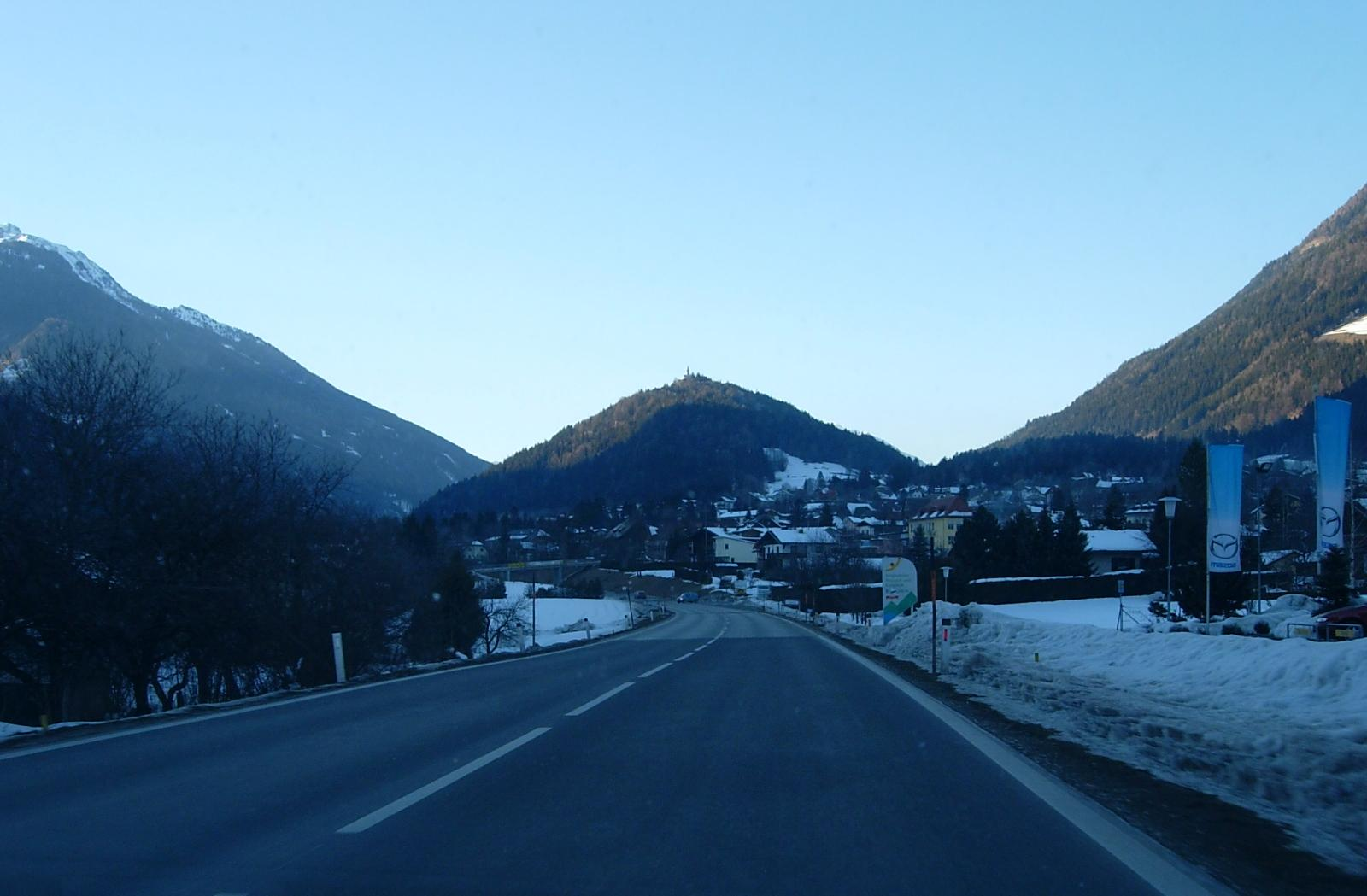
Die Mölltal Straße bei Kolbnitz